# Schistura thanho
Schistura thanho är en fiskart som beskrevs av Jörg Freyhof och Serov 2001. Schistura thanho ingår i släktet Schistura och familjen grönlingsfiskar. IUCN kategoriserar arten globalt som starkt hotad. Inga underarter finns listade i Catalogue of Life.